# Privada Don Pablo
Privada Don Pablo är en ort i Mexiko.   Den ligger i kommunen Mineral de la Reforma och delstaten Hidalgo, i den sydöstra delen av landet, 80 km nordost om huvudstaden Mexico City. Privada Don Pablo ligger 2 345 meter över havet och antalet invånare är 244.
Terrängen runt Privada Don Pablo är kuperad österut, men västerut är den platt. Runt Privada Don Pablo är det ganska tätbefolkat, med 83 invånare per kvadratkilometer. Närmaste större samhälle är Pachuca de Soto, 10,7 km norr om Privada Don Pablo. Trakten runt Privada Don Pablo består till största delen av jordbruksmark.